# Yakubu Aiyegbeni
Yakubu Aiyegbeni (Benin City, Nigeria, 22 de noviembre de 1982), conocido simplemente como Yakubu, es un exfutbolista nigeriano que jugaba de delantero centro. Fue profesional entre 1997 y 2017, e internacional durante doce años con su selección.

## Selección nacional

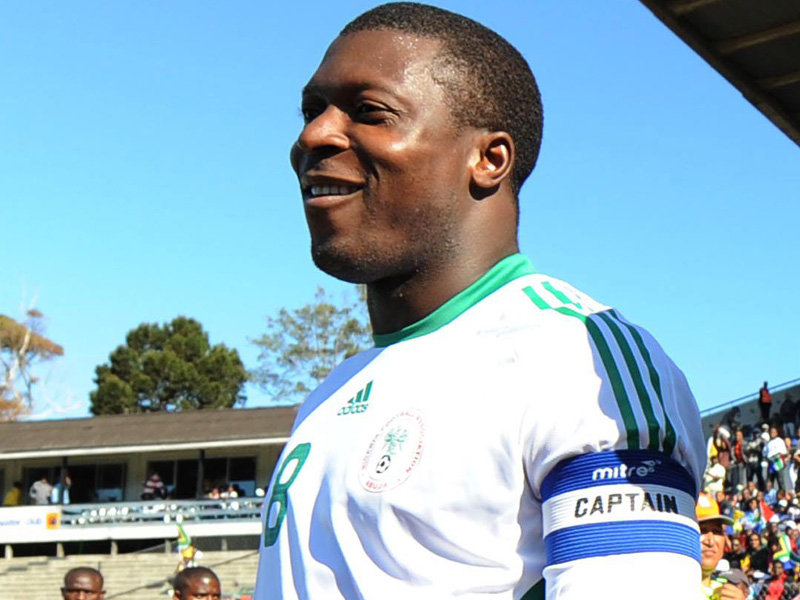
Yakubu con Nigeria

Ha sido internacional con la selección de fútbol de Nigeria, jugando 57 partidos internacionales y anotando 21 goles.

### Participaciones en Copas del Mundo
| Mundial                        | Sede      | Resultado        | Partidos | Goles |
| ------------------------------ | --------- | ---------------- | -------- | ----- |
| Copa Mundial de Fútbol de 2010 | Sudáfrica | Octavos de final | 3        | 1     |

### Participaciones en Copas Africanas
| Copa                           | Sede   | Resultado        | Partidos | Goles |
| ------------------------------ | ------ | ---------------- | -------- | ----- |
| Copa Africana de Naciones 2002 | Mali   | Tercer lugar     | 4        | 1     |
| Copa Africana de Naciones 2004 | Túnez  | Tercer lugar     | 1        | 0     |
| Copa Africana de Naciones 2008 | Ghana  | Cuartos de final | 4        | 2     |
| Copa Africana de Naciones 2010 | Angola | Tercer lugar     | 5        | 1     |

## Clubes
| Club                       | País       | Año         |
| -------------------------- | ---------- | ----------- |
| B. Boys F.C. Julius Berger | Nigeria    | 1997        |
| Gil Vicente                | Portugal   | 1998        |
| Maccabi Haifa              | Israel     | 1999 - 2000 |
| Hapoel Kfar Saba           | Israel     | 2000        |
| Maccabi Haifa              | Israel     | 2000 - 2003 |
| Portsmouth                 | Inglaterra | 2003 - 2005 |
| Middlesbrough              | Inglaterra | 2005 - 2007 |
| Everton                    | Inglaterra | 2007 - 2010 |
| Leicester City             | Inglaterra | 2010 - 2011 |
| Blackburn Rovers           | Inglaterra | 2011 - 2012 |
| Guangzhou R&F              | China      | 2012 - 2013 |
| Al-Rayyan                  | Catar      | 2013 - 2014 |
| Reading                    | Inglaterra | 2015        |
| Kayserispor                | Turquía    | 2015 - 2016 |
| Coventry City              | Inglaterra | 2017        |

### Campeonatos nacionales
| Título      | Club          | País   | Año  |
| ----------- | ------------- | ------ | ---- |
| Ligat ha'Al | Maccabi Haifa | Israel | 2001 |
| Ligat ha'Al | Maccabi Haifa | Israel | 2002 |
| Copa Toto   | Maccabi Haifa | Israel | 2003 |